# LP Andromedae
Désignations
LP Andromedae (LP And) est une étoile carbonée de la constellation d'Andromède. C'est une étoile variable de type Mira, qui a une magnitude apparente de 15,12, a des pulsations avec une amplitude de 1,50 en magnitude et une période orbitale de 614 jours.

## Variabilité
En 1974, elle est connue sous le nom d'IRC+40540, identifiée comme une étoile carbonée et s'est également avérée variable. Elle avait déjà été suspectée de variabilité dans le catalogue 2MASS. Une étude détaillée de son spectre a montré une étoile exceptionnellement froide avec un type spectral de type C8 et une force dans la raie de Swan de 3,5. Elle a également montré de fortes bandes isotopiques de C13. La période a été réduite à environ 614 jours, l'une des périodes les plus longues connues pour une étoile variable de type Mira.

## Environnement
Cette étoile a une enveloppe poussiéreuse d'une masse estimée à 3,2 M☉, alimentée par l'étoile elle-même qui perd de la masse à un rythme de 1,9 × 10−5 M☉/an. Un taux de perte de masse aussi élevée devrait placer LP Andromedae près de la fin de la branche asymptotique des géantes. L'enveloppe s'étend jusqu'à une distance de 3 parsecs de l'étoile, et est principalement constituée de carbure de silicium et de particules de carbone.